# إدوارد أنتونيوس كويمبرا
إدوارد أنتونيوس كويمبرا (بالبرتغالية: Eduardo Antunes Coimbra) (5 فبراير 1947 في ريو دي جانيرو في البرازيل – )؛ هو لاعب كرة قدم سابق كان يلعب كلاعب وسط. يلعب مع منتخب البرازيل لكرة القدم منذ عام 1967.

## وصلات خارجية
- إدوارد أنتونيوس كويمبرا على موقع اتحاد تركيا (مدرب) (الإنجليزية)
- إدوارد أنتونيوس كويمبرا على موقع قاعدة بيانات كرة القدم.إي يو (الإنجليزية)
- إدوارد أنتونيوس كويمبرا على موقع ناشيونال فوتبول تيمز (الإنجليزية)
- إدوارد أنتونيوس كويمبرا على موقع Soccerway.com (الإنجليزية)
- إدوارد أنتونيوس كويمبرا على موقع عالم كرة القدم.نت (الإنجليزية)

- National Football Teams